# Marco Bizot
Marco Bizot (ur. 10 marca 1991 w Hoorn) – holenderski piłkarz, grający na pozycji bramkarza we francuskim klubie Stade Brestois oraz w reprezentacji Holandii.

## Kariera piłkarska
Swoją karierę piłkarską Bizot rozpoczął w SV Westfriezen. Następnie w 2000 roku podjął treningi w akademii Ajaksu. W 2011 roku po grze w młodzieżowej drużynie został wypożyczony do drugoligowego SC Cambuur. 8 sierpnia 2011 zadebiutował w nim w wygranym 4:2 wyjazdowym meczu z AGOVV Apeldoorn. W Cambuur spędził rok.
W lipcu 2012 Bizot został sprzedany za 125 tysięcy euro do FC Groningen. 20 stycznia 2013 zaliczył w nim debiut w Eredivisie w przegranym 0:2 domowym meczu z FC Utrecht. W Groningen grał przez dwa sezony.
Latem 2014 roku Bizot przeszedł do belgijskiego KRC Genk. Swój debiut w Genku zanotował 27 lipca 2014 w przegranym 1:3 wyjazdowym meczu z KV Mechelen. W sezonach 2015/2016 i 2016/2017 był podstawowym bramkarzem Genku.
W czerwcu 2016 Bizot przeszedł na zasadzie wolnego transferu do AZ Alkmaar. 12 sierpnia 2017 roku zadebiutował w nim w przegranym 2:3 wyjazdowym meczu z PSV Eindhoven. W sezonie 2019/2020 wywalczył z AZ wicemistrzostwo Holandii.
| Sezon   | Klub         | Kraj     | Rozgrywki       | Mecze | Gole |
| ------- | ------------ | -------- | --------------- | ----- | ---- |
| 2011/12 | AFC Ajax     | Holandia | Eredivisie      | 0     | 0    |
| 2011/12 | SC Cambuur   | Holandia | Eerste divisie  | 17    | 0    |
| 2012/13 | FC Groningen | Holandia | Eredivisie      | 16    | 0    |
| 2013/14 | FC Groningen | Holandia | Eredivisie      | 34    | 0    |
| 2014/15 | KRC Genk     | Belgia   | Eerste klasse A | 5     | 0    |
| 2015/16 | KRC Genk     | Belgia   | Eerste klasse A | 25    | 0    |
| 2016/17 | KRC Genk     | Belgia   | Eerste klasse A | 22    | 0    |
| 2017/18 | AZ Alkmaar   | Holandia | Eredivisie      | 34    | 0    |
| 2018/19 | AZ Alkmaar   | Holandia | Eredivisie      | 34    | 0    |
| 2019/20 | AZ Alkmaar   | Holandia | Eredivisie      | 24    | 0    |
| 2020/21 | AZ Alkmaar   | Holandia | Eredivisie      | 26    | 0    |

## Kariera reprezentacyjna
Bizot występował w reprezentacji Holandii U-21. W 2013 roku był rezerwowym bramkarzem dla Jeroena Zoeta na Mistrzostwach Europy U-21, na których Holandia dotarła do półfinału. 11 listopada 2020 zadebiutował w reprezentacji Holandii w zremisowanym 1:1 towarzyskim meczu z Hiszpanią, rozegranym w Amsterdamie.

## Statystyki kariery reprezentacyjnej
(aktualne na dzień 23 listopada 2021)
| Reprezentacja | Rok  | Mecze | Bramki |
| ------------- | ---- | ----- | ------ |
| Holandia      |      |       |        |
| 2020          | 1    | 0     |        |
| Suma          | Suma | 1     | 0      |

| występy w reprezentacji Holandii | występy w reprezentacji Holandii | występy w reprezentacji Holandii | występy w reprezentacji Holandii | występy w reprezentacji Holandii | występy w reprezentacji Holandii | występy w reprezentacji Holandii |
| Lp.                              | Data                             | Miasto                           | Przeciwnik                       | Wynik                            | Rozgrywki                        |                                  |
| -------------------------------- | -------------------------------- | -------------------------------- | -------------------------------- | -------------------------------- | -------------------------------- | -------------------------------- |
| 1.                               | 11.11.2020                       | Amsterdam, Holandia              | Hiszpania                        | 1:1                              | towarzyski                       |                                  |